# Фазовый интеграл
Фазовый интеграл (англ. phase integral) — один из фундаментальных интегралов квантовой механики, впервые предложенный Фейнманом в начале 1960-х годов. Подобно интегралу по траекториям этот интеграл позволяет находить смещение фазы, обусловленное влиянием какого-то поля. Например, влияние магнитного поля на движение квантовой частицы приводит к смещению фазы:
{\displaystyle \Delta \varphi _{H}={\frac {e}{\hbar c}}\int _{S}(\mathbf {A} ,d\mathbf {l} ),}
где {\displaystyle e} — заряд электрона, {\displaystyle c} — скорость света в вакууме, {\displaystyle \hbar } — приведённая постоянная Планка, {\displaystyle \mathbf {A} } — векторный потенциал магнитного поля (в системе СИ измеряется в вольтах) и {\displaystyle d\mathbf {l} } — элемент траектории движения частицы.

## Дифференциальное изменение фазы
На практике более интересен случай не интегрального изменения фазы, когда учитывается абсолютное значение векторного потенциала {\displaystyle A} (а значит, и магнитного поля {\displaystyle B}), а дифференциального изменения фазы. Дело в том, что в первом случае при больших значениях амплитуды потенциала {\displaystyle A} мы будем иметь и большое значение изменения фазы, что не столь интересно как дифференциальный случай, когда фаза изменяется на величину, близкую к {\displaystyle 2\pi }. Например, в интерферометрии более важно не абсолютное значение параметра, а дифференциальное, что собственно и приводит к этому явлению. В квантовых антиточках Голдмана при измерении осцилляций проводимости также более существенно дифференциальное значение магнитного поля {\displaystyle \Delta B}. Поэтому возникает тривиальная задача нахождения дифференциального изменения фазы {\displaystyle \delta (\Delta \varphi _{H})} при наличии периодичности магнитного поля с периодом {\displaystyle \Delta B} (а значит и {\displaystyle \Delta A}). В этом случае общий фазовый интеграл Фейнмана можно переписать в форме:
{\displaystyle \delta (\Delta \varphi _{H})={\frac {e}{\hbar c}}\delta \int _{S}(\mathbf {A} ,\;d\mathbf {l} )={\frac {e}{\hbar c}}\Delta A\cdot \Delta S,}
где {\displaystyle \Delta S=2\pi \Delta l_{B}} — длина контура обхода, обусловленного периодичностью {\displaystyle \Delta B}, а {\displaystyle \Delta l_{B}={\sqrt {\frac {\hbar }{e\Delta B}}}} — магнитная длина, обусловленная периодичностью {\displaystyle \Delta B}.
Таким образом, находим дифференциальное изменение фазы в форме:
{\displaystyle \delta (\Delta \varphi _{H})={\frac {2\pi }{c}}{\frac {e}{\hbar }}{\frac {\Delta A}{\sqrt {\Delta B}}}=2\pi f_{\mathrm {ph} }.}
Конечно, нас более интересует безразмерное число, или так называемый фазовый фактор обхода контура, созданного периодичностью магнитного поля {\displaystyle \Delta B}:
{\displaystyle f_{\mathrm {ph} }={\frac {1}{2\pi }}\delta (\Delta \varphi _{H})=k_{\mathrm {ph} }{\frac {\Delta A}{\sqrt {\Delta B}}},}
где {\displaystyle k_{\mathrm {ph} }={\frac {1}{c}}{\sqrt {\frac {e}{\hbar }}}=0{,}130\;015\;34} Тл1/2В−1 — фазовая константа, которая зависит только от фундаментальных констант. Основная проблема, что осталась, состоит в том, что на практике достаточно легко измерять только магнитное поле {\displaystyle \Delta B}, а потенциал {\displaystyle \Delta A} находится только путём расчётов при определённых допущениях.

## Изменение фазы в «квантовой антиточке»
Ситуация кардинально изменилась с экспериментальной разработкой «квантовых антиточек» Голдманом и построением на их основе «квантовых интерферометров». Дело в том, что во всех экспериментах по исследованию квантового эффекта Холла всегда присутствует не только магнитное поле {\displaystyle B}, но и электрическое поле {\displaystyle E}, но оно практически не учитывалось. И только в экспериментах Голдмана впервые начался учёт электрического поля и контролировалась его квантизация. Конечно, само электрическое поле, направленное вдоль магнитного поля, непосредственно не измеряется. Обычно измеряется напряжение управления на гетеропереходе {\displaystyle V_{\mathrm {bg} }}, а зная толщину гетероперехода, можно вычислить электрическое поле и электрическую индукцию (учитывая диэлектрическую проницаемость полупроводника). Основным результатом экспериментов Голдмана является то, что и магнитное поле {\displaystyle \Delta B}, и электрическое поле {\displaystyle \Delta V_{\mathrm {bg} }} квантуются коррелированно одно с другим (см. рисунки в публикациях Голдмана).
Не менее очевидно, что и магнитный потенциал {\displaystyle \Delta A} должен коррелировать определённым образом с изменением электрического поля {\displaystyle \Delta V_{\mathrm {bg} }}. Размерности магнитного потенциала совпадают с размерностью напряжения на затворе (вольты!), поэтому вполне справедливо допустить, что они равны по величине:
{\displaystyle \Delta A=\Delta V_{\mathrm {bg} }.}
Результаты обработки нескольких статей Голдмана, посвященных квантовым интерферометрам, представлены в следующей таблице:
| {\displaystyle \Delta B}, Тл         | {\displaystyle \Delta V_{\mathrm {bg} }}, В | {\displaystyle \Delta B/\Delta V_{\mathrm {bg} }}, Тл/B | {\displaystyle f_{\mathrm {ph} }} | {\displaystyle [f_{\mathrm {ph} }]} | {\displaystyle f} | рисунок     | источник    |
| ------------------------------------ | ------------------------------------------- | ------------------------------------------------------- | --------------------------------- | ----------------------------------- | ----------------- | ----------- | ----------- |
| {\displaystyle 2{,}118\cdot 10^{-2}} | 0,882                                       | {\displaystyle 2{,}401\cdot 10^{-2}}                    | 0,788                             | 4/5                                 | 2/5               | Fig. 10     | Goldman [1] |
| {\displaystyle 2{,}79\cdot 10^{-3}}  | 0,325                                       | {\displaystyle 8{,}585\cdot 10^{-3}}                    | 0,800                             | 4/5                                 | 1                 | Fig. 2.a, c | Goldman [2] |
| {\displaystyle 1{,}428\cdot 10^{-3}} | 0,3421                                      | {\displaystyle 4{,}174\cdot 10^{-3}}                    | 1,177                             | 6/5                                 | 2                 | Fig. 2.b, d | Goldman [2] |
| {\displaystyle 2{,}00\cdot 10^{-2}}  | 0,882                                       | {\displaystyle 2{,}267\cdot 10^{-2}}                    | 0,811                             | 4/5                                 | 2/5               | Fig. 3      | Goldman [2] |
| {\displaystyle 2{,}00\cdot 10^{-2}}  | 0,882                                       | {\displaystyle 2{,}267\cdot 10^{-2}}                    | 0,811                             | 4/5                                 | 2/5               | Fig. 2      | Goldman [3] |
| {\displaystyle 2{,}692\cdot 10^{-3}} | 0,1154                                      | {\displaystyle 2{,}333\cdot 10^{-2}}                    | 0,289                             | 1/3                                 | 1/3               | Fig. 3.b    | Goldman [4] |
| {\displaystyle 2{,}351\cdot 10^{-3}} | 0,3143                                      | {\displaystyle 7{,}480\cdot 10^{-3}}                    | 0,841                             | 4/5                                 | 1                 | Fig. 3.a    | Goldman [4] |
| {\displaystyle 2{,}692\cdot 10^{-3}} | 0,1308                                      | {\displaystyle 2{,}058\cdot 10^{-2}}                    | 0,328                             | 1/3                                 | 1/3               | Fig. 5.b    | Goldman [5] |
| {\displaystyle 2{,}357\cdot 10^{-3}} | 0,3214                                      | {\displaystyle 7{,}334\cdot 10^{-3}}                    | 0,861                             | 4/5                                 | 1                 | Fig. 5.a    | Goldman [5] |
| {\displaystyle 2{,}692\cdot 10^{-3}} | 0,1308                                      | {\displaystyle 2{,}058\cdot 10^{-2}}                    | 0,328                             | 1/3                                 | 1/3               | Fig. 4.b    | Goldman [6] |
| {\displaystyle 2{,}357\cdot 10^{-3}} | 0,314                                       | {\displaystyle 7{,}506\cdot 10^{-3}}                    | 0,861                             | 4/5                                 | 1                 | Fig. 4.a    | Goldman [6] |
| {\displaystyle 2{,}615\cdot 10^{-3}} | 0,11154                                     | {\displaystyle 2{,}344\cdot 10^{-2}}                    | 0,293                             | 1/3                                 | 1/3               | Fig. 3.b    | Goldman [7] |
| {\displaystyle 2{,}357\cdot 10^{-3}} | 0,314                                       | {\displaystyle 7{,}506\cdot 10^{-3}}                    | 0,861                             | 4/5                                 | 1                 | Fig. 3.a    | Goldman [7] |
| {\displaystyle 7{,}143\cdot 10^{-4}} | 0,3846                                      | {\displaystyle 1{,}857\cdot 10^{-3}}                    | 1,871                             | 9/5                                 | 4                 | Fig. 4(5)   | Goldman [8] |
| {\displaystyle 1{,}85\cdot 10^{-3}}  | 0,35                                        | {\displaystyle 5{,}286\cdot 10^{-3}}                    | 1,058                             | 1                                   | 2                 | Fig. 4(5)   | Goldman [8] |
| {\displaystyle 2{,}96\cdot 10^{-3}}  | 0,2077                                      | {\displaystyle 1{,}425\cdot 10^{-2}}                    | 0,496                             | 1/2                                 | 1                 | Fig. 4(5)   | Goldman [8] |

Безусловно, полученный результат впечатляет, поскольку получены те же дробные значения фазы, что и так называемые дробные значения зарядов Голдмана. Следует отметить, что при вычислении зарядов ошибка увеличивается за счет учёта толщины гетероперехода и его диэлектрической проницаемости.